# Nancy Spungen
Nancy Laura Spungen (Filadelfia, 27 febbraio 1958 – New York, 12 ottobre 1978) è stata una figura di spicco del punk rock inglese degli anni settanta, nota per essere stata la fidanzata del bassista dei Sex Pistols, Sid Vicious.

## Biografia
Nasce il 27 febbraio 1958 da Frank e Deborah Spungen, in una famiglia della classe media ebrea dei sobborghi di Filadelfia di origine ucraina. Secondo i genitori, sin dalla prima infanzia Spungen era particolarmente irrequieta, al punto che a soli tre mesi alla piccola vennero prescritti dei calmanti liquidi dal pediatra. Al riguardo la madre ha dichiarato: «So che è normale per i bambini strillare, ma Nancy non faceva nient'altro che strillare». A cinque anni, tramite dei test, risultò possedere un quoziente d'intelligenza superiore alla media dei propri coetanei.
Ragazza brillante e iperattiva, tanto da finire espulsa dalla scuola pubblica all'età di undici anni, nel 1972 tentò il suicidio tagliandosi i polsi con un paio di forbici e fu condotta a sedute di psicoterapia. A quindici anni il suo psichiatra le diagnosticò la schizofrenia. Diplomata alla Devereux Glenholme School, nell'aprile del 1974, frequentò brevemente l'Università del Colorado prima di lasciare casa per trasferirsi, all'età di diciassette anni, a New York, dove iniziò a guadagnarsi da vivere facendo la spogliarellista e conobbe membri di svariati gruppi musicali come Aerosmith, Ramones e New York Dolls.

### La relazione con Sid Vicious
Nel 1976 Nancy Spungen partì per Londra, probabilmente al seguito di Jerry Nolan, il batterista dei New York Dolls con cui aveva avuto una breve relazione, ed entrò in contatto con i Sex Pistols. Inizialmente la ragazza era interessata al cantante del gruppo, John Lydon, che non ricambiò le sue attenzioni e che la presentò al suo compagno di gruppo Sid Vicious. Poco dopo essersi conosciuti, Sid Vicious e Nancy Spungen intrapresero una relazione stabile e la coppia divenne inseparabile.
Quando i Sex Pistols si sciolsero, la coppia si trasferì a New York al Chelsea Hotel, storico albergo famoso per aver ospitato numerosi scrittori, musicisti e artisti in genere. Vicious continuò la propria carriera di musicista con un nuovo progetto, The Vicious White Kids, e Nancy partecipò occasionalmente come corista, ma la coppia aveva frequentemente problemi legati all'abuso di sostanze stupefacenti varie e in modo particolare a causa della dipendenza dei due dall'eroina.

### Morte
Nancy Spungen fu assassinata nell'appartamento del Chelsea Hotel, l'albergo newyorkese dove risiedeva con il compagno, il 12 ottobre 1978, con un colpo mortale da taglio all'addome. Fu Sid Vicious a chiamare la polizia, dopo essersi svegliato e aver trovato il corpo esanime di lei, riversa sotto il lavandino. Vicious negò il proprio coinvolgimento, dichiarando di non ricordare quanto accadutogli fino alla sera prima. Egli, tuttavia, pressato dalle domande degli inquirenti, alle quali sembrò rispondere come un'ammissione di colpevolezza, fu arrestato per omicidio di secondo grado. In seguito fu rilasciato su cauzione.
Alcuni testimoni dichiararono che Nancy Spungen si fosse appartata la sera prima con una persona sospetta - probabilmente uno spacciatore - dando adito a molte speculazioni circa la possibile innocenza di Sid Vicious. L'arma del delitto, un coltello con una lama da 13 centimetri, regalato al fidanzato da Nancy il giorno prima, venne trovata ancora insanguinata nella camera e su di essa erano presenti le impronte di Sid. Dopo i funerali, Nancy venne sepolta nel King David Memorial Park di Bensalem in Pennsylvania. Sid morì per overdose il 2 febbraio 1979, pochi giorni dopo la scarcerazione e prima che il processo avesse luogo, così la polizia archiviò il caso senza proseguire le indagini.

## Citazioni e omaggi
- La madre di Nancy, Deborah Spungen, scrisse un libro biografico sulla figlia.
- La relazione tra Sid Vicious e Nancy Spungen fu trasportata sul grande schermo da Alex Cox nel 1986 nel film Sid & Nancy. La parte di Nancy venne sostenuta dall'attrice Chloe Webb, mentre la parte di Sid fu interpretata dall'attore inglese Gary Oldman.
- Il brano Love Kills del celebre gruppo punk rock Ramones è dedicato alla storia d'amore tra Sid e Nancy.
- La vicenda di Nancy e Sid è citata anche nella canzone Ukulele Anthem di Amanda Palmer, cantante e performer della band Dresden Dolls.